# Paz Muro
Paz Muro Charfolé (Cuenca, final década de los años 20) es una artista multidisciplinar y performer española. Su obra se centra en temáticas de género y crítica social de los estereotipos creados en torno a la feminidad.También mirada desde un punto de vista político ligado al contexto social español del final de la dictadura de Franco y la llegada de la democracia.
En 2020 recibió la Medalla de Oro al mérito en las Bellas Artes.

## Biografía y trayectoria
Hija póstuma de un ingeniero de montes, Muro fue educada en un ambiente femenino, liberal y culto de ascendencia francesa. La artista heredó, a través de las excursiones que organizaba su madre, el conocimiento de las minas y accidentes geológicos conquenses que, afirma, fueron también decisivos.
Recibió formación temprana de pintura a la que se suma la influencia del contacto durante la década de los 50 y como consecuencia de la localización de artistas procedentes de la vanguardia abstracta en Cuenca con artistas como Fernando Zóbel, Eusebio Sempere, Nacho Criado y Luis Martínez Muro.
Posteriormente, ya entrada la década de los 60 se desliga del trabajo pictórico para centrarse en diversos campos como la fotografía, cine, arte performativo y el happening dotando de mayor relevancia la experiencia artística confrontada al valor objetual o de registro de la obra de arte. El artista fotográfico Pablo Pérez-Mínguez, colaboraba en algunas de las acciones como La mujer en la cultura actual y en la mayoría de sus acciones.
Una de sus primeras obras fue Propuesta de transformación de la realidad a partir de un fenómeno natural (1972) introduciéndose en la experimentación del land art.
En los años 70 participó en las Jornadas Nacionales por la Liberación de la Mujer.  Realizó Proyecto imposible de localización y análisis de las señales de prohibición situadas en el territorio nacional ( 1972-1973) en el colegio Mayor de Santa Mónica situado en Madrid. El público era una parte esencial dentro de sus performances apreciable en Libro blanco geometría de la Paz, donde se muestra una analogía con el libro blanco encontrado en las universidades. Este es realizado por los visitantes del Colegio Mayor y finalmente quemado por la artista,  a modo de " happening". No obstante, este hecho propicio su expulsión de la Institución.

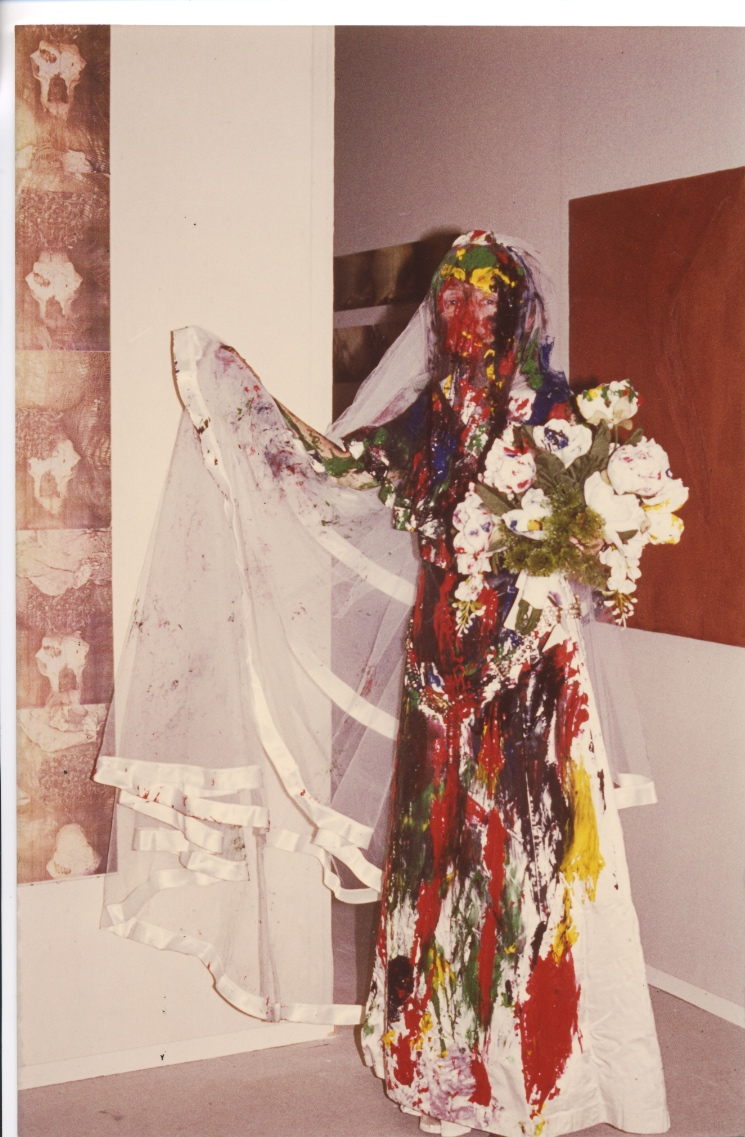
Paz Muro en su performance "Desposorios de Paz Muro con el Arte Contemporáneo" en la primera edición de ARCO 1982 en la Galeria Aele con obras de Marisa González y Paloma Navares..

En el año 1982, participó en la primera edición de la feria internacional de arte contemporáneo ARCO, en Madrid. Realizó la performance "Desposorios de Paz Muro con el Arte Contemporáneo", asiste vestida de novia con séquito y es intervenida pictóricamente por artistas y asistentes de la feria. En esta imagen Paz Muro en el stand de la Galería Aele de Madrid con la obra de las artistas Marisa González a la izquierda de la imagen y detrás la obra de Paloma Navares.  
Vivió temporadas en el extranjero, en Marruecos o el Reino Unido y viajando por Europa —especialmente Italia— y, por tanto, conocía algunas de las cosas que sucedían fuera, también a través de medios escritos como Flash Art, éste fue su primera participación en un evento artístico internacional.
En 2012-2013 el MUSAC de León participa en la exposición Genealogías Feministas en el Arte Español 1960 -2010, comisariada por Patricia Mayayo y Juan Vicente Aliaga. Paz Muro interviene con William Shakespeare Corín Tellado (1974), donde expone la problematización del papel de la mujer artista a lo largo de la historia y la historia del arte como sujeto creador activo, comparándolo con la figura de William Shakespeare y por ende, su propio cuestionamiento como identidad creadora partícipe de dicha historia.  Junto a esta obra también presentó William Shakespeare Paz Muro, (1967) realizado para la revista Nueva Lente  junto con La burra cargada de Medallas (1975), Pasos Improvisados por el Retiro, (como Paz/ Pez en el agua) (1985). Cuestiones de género que también focalizará en 1983 con su participación en la feria ARCO, a través de la obra Las preciosas y Molino Rojo.
En 2018 su instalación Proyecto imposible de localización y análisis de las señales de prohibición situadas en el territorio nacional (1972-1973) formó parte de la exposición El poder del arte, organizada con motivo del 40 aniversario de la Constitución española. Las obras procedentes del Museo Nacional Centro de Arte Reina Sofía se ubicaron en las sedes del Congreso de los Diputados y del Senado.
El Museo Nacional Centro de Arte Reina Sofía ha presentado su obra en diferentes exposiciones y tiene una importante colección en parte donada por la propia artista en los últimos años.
- 2013-2014 Mínima resistencia.[11][2]

- 2009-2010  Encuentros de Pamplona 1972: Fin de fiesta del arte experimental
- 2005-2006 El arte sucede. Origen de las prácticas conceptuales en España (1965-1980)